# Рікардо Тейшейра
Рікардо Терра Тейшейра (порт. Ricardo Terra Teixeira, нар. 20 червня 1947) — вісімнадцятий президент Бразильської конфедерації футболу (з 1989 по 2012 рік). У 2007 році в п'ятий раз був переобраний на цій посаді. Його повноваження закінчувалися після чемпіонату світу з футболу 2014 року, президентом оргкомітету якого був сам Рікардо Тейшейра. Після відставки у 2012 році повноваження Тейшейри в Оргкомітеті перейшли його наступнику.

## Біографія
У 1966 році 19-річний син банкіра зі штату Мінас-Жерайс зустрівся в Ріо-де-Жанейро, де навчався в місцевому університеті на юридичному факультеті, з Люсією Авеланж, дочкою Жуау Авеланжа, який до того моменту вже був членом Міжнародного олімпійського комітету. Молоді люди незабаром зіграли весілля, а їх первістку, який народився в 1974 році, дали подвійне прізвище та ім'я на честь батька — Рікардо Тейшейра Авеланж. Маючи настільки впливового тестя, старший Тейшейра досить швидко просувався кар'єрними сходами в Конфедерації футболу Бразилії, хоча і важливу роль в цьому зіграла юридична освіта. У 1997 році Рікардо і Люсія розійшлися, а в 2003 році він одружився вдруге..
В кінці 1980-х років у керівництві КБФ була криза — через постійні суперечки між федераціями футболу штатів і клубами зривалися національні клубні змагання, з метою отримання більшого прибутку з КБФ виділилася група найсильніших клубів, які організували Клуб Тринадцяти, існували серйозні фінансові труднощі, в тому числі і для підготовки збірної до чемпіонату світу 1990 року. Численні зв'язки Тейшейри дозволили згладити багато кутів у найбільш гострих проблем, які існували в бразильському футболі, навіть незважаючи на серію скандалів, що супроводжували правління Тейшейри на посаді президента КБФ (зокрема, про те, що Тейшейра займається корупцією, заявляв Пеле). 12 березня 2012 року Тейшейра, до закінчення терміну своїх повноважень, подав у відставку. Основна причина — це черговий корупційний скандал, пов'язаний з привласненням коштів від товариського матчу збірної Бразилії з Португалією і порушена проти чиновника кримінальна справа.

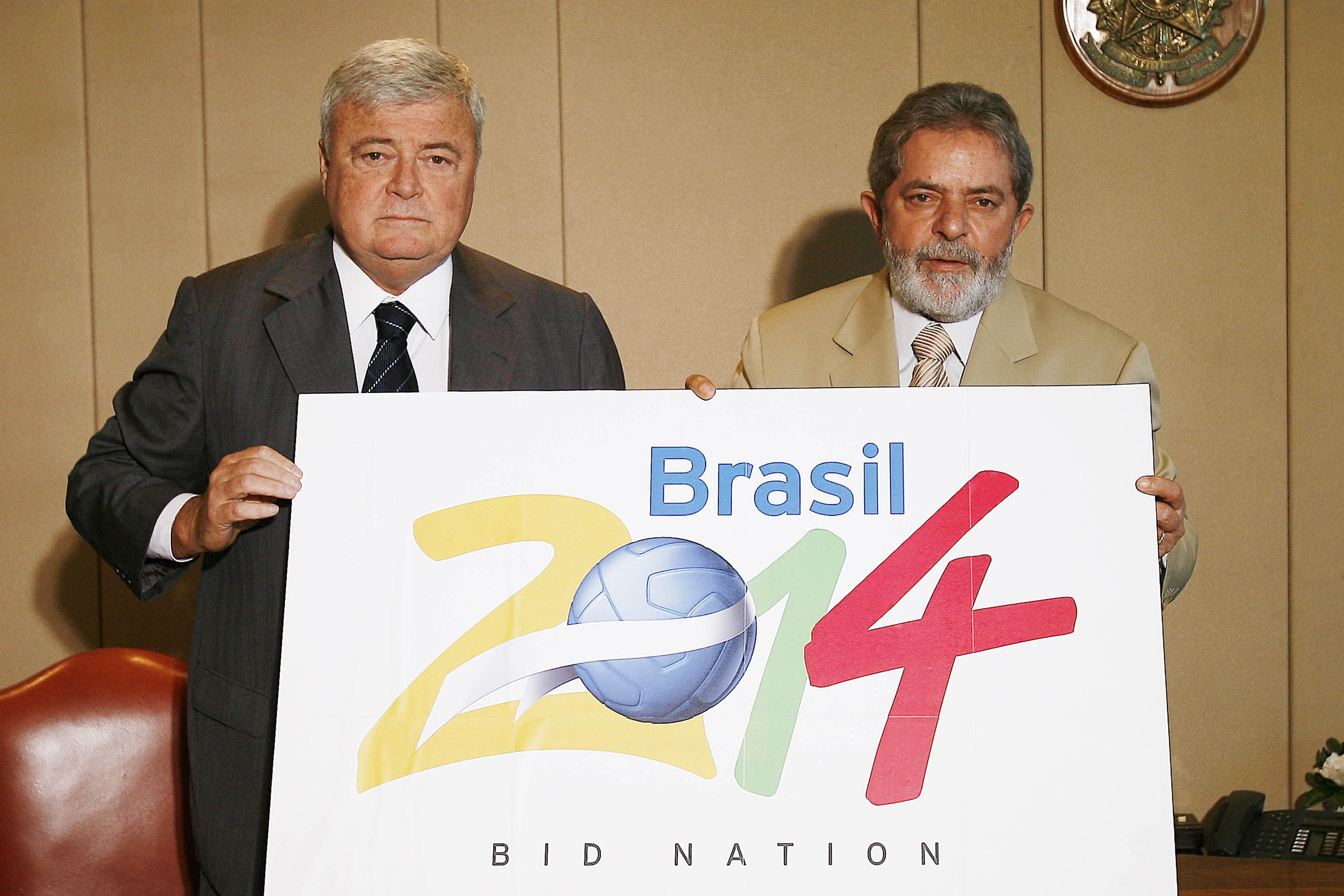
Рікардо Тейшейра і президент Бразилії Лула виступають на підтримку ЧС-2014 в Бразилії. 13 квітня 2007 року.

Про успіхи керівництва Тейшейри кажуть досягнення національної команди — вперше за 24 роки «Селесао» зуміла стати в 1994 році чемпіоном світу, потім команда грала у фіналі першості світу 1998 року, а в 2002 році завоювала свій п'ятий чемпіонський титул. Починаючи з 1989 року, збірна Бразилії перемогла на 5 з 9 розіграшів Кубка Америки, причому до цього бразильцям лише тричі вдавалося перемагати в чемпіонатах Південної Америки (1919, 1922 і 1949 роках). Бразильські збірні всіх рівнів під час президентства Тейшейри виграли 11 турнірів світового рівня і 27 — континентального. За його ініціативою був відроджений Кубок Бразилії, в якому невеликим командам дається шанс поборотися за перемогу у великому загальнонаціональному турнірі. З іншого боку, критики Тейшейри вказують на те, що при його правлінні посилився відтік молодих бразильських талантів по всьому світу, в першу чергу, в Європу, а корупція в бразильському футболі тільки посилилася.
Рікардо Тейшейра є вболівальником футбольної команди «Фламенгу».